# Yusuf III di Granada
Abū l-Hajjāj Yūsuf III, al-Nāsir li-Dīn Allāh (in arabo "أبو الحجاج يوسف بن يوسف "الناصر ﻟﺪﻴﻦ الله‎?; 1376 – 9 novembre 1417), è stato il tredicesimo sultano nasride del Sultanato di Granada. Figlio di Yūsuf II e fratello di Muḥammad VII, a cui succedette nel 1408.

## Biografia

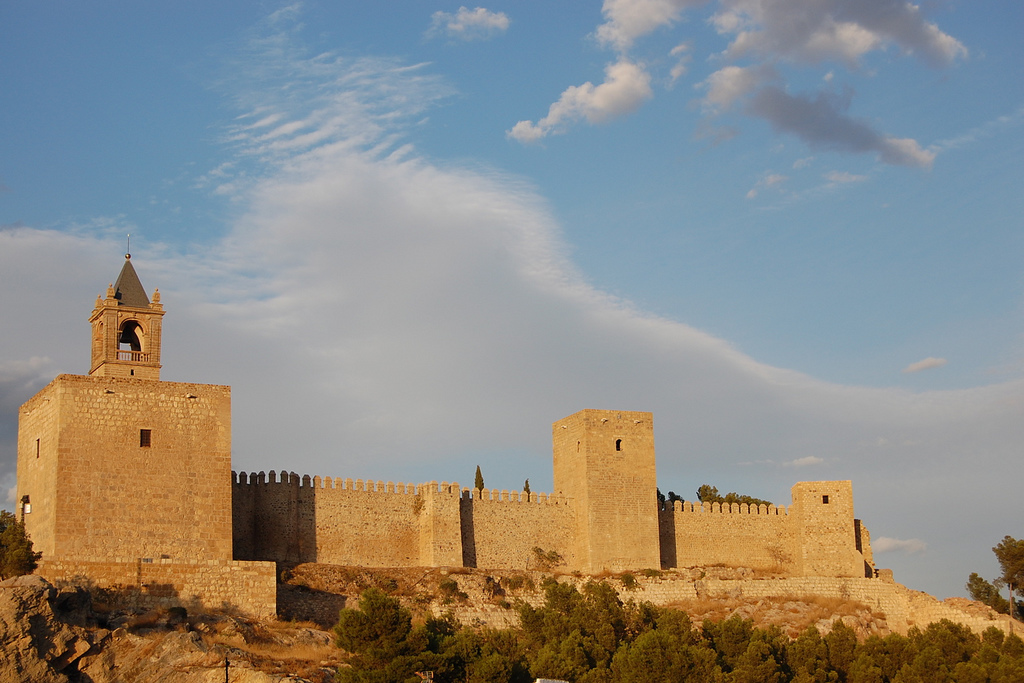
La Alcazaba di Antequera, la fortificazione musulmana conquistata dai Castigliani nel 1410.

Appena salito al trono, Yūsuf III tentò di stipulare una tregua con la Castiglia, riuscendo ad ottenere un armistizio. L'alleanza tra la Castiglia e l'Aragona annullò l'armistizio. I cristiani riuscirono a conquistare Antequera nel 1410. Nel 1411 Yūsuf III riuscì a riconquistare Gibilterra, strappandola ai Merinidi.
Yūsuf III fu fece costruire alcuni palazzi nella parte settentrionale dell'Alhambra, che vennero distrutti dopo la conquista cristiana di Granada nel 1492.
Yūsuf III morì nel 1417, gli succedette il figlio Muḥammad VIII, che aveva solo 6 anni.

La guerra civile che scaturì dopo la morte di Yūsuf III rese la situazione del Sultanato di Granada molto precaria.